# Nanatsu no ko
Nanatsu no ko (七つの子?), letteralmente "I sette bambini" o "Il bambino di sette anni", tradotta anche come "I sette piccoli di corvo", è una popolare canzone per bambini giapponese.
Il testo è stato scritto da Ujō Noguchi, un noto poeta giapponese, e le musiche sono state composte da Nagayo Motoori.

## Storia
Il gracchiare dei corvi viene descritto in giapponese dall'onomatopea kaa kaa (in italiano si usa invece cra cra) e il poeta ha utilizzato la somiglianza di kaa con la parola kawai, che in giapponese significa "grazioso", "carino", "amorevole", immaginando una mamma corvo che piange kawai nell'ansia di tornare al nido dai suoi piccoli.
Pubblicata dalla rivista Kin no fune (La nave dorata) il 2 luglio 1921, la canzone è oggi usata anche come melodia di partenza nella stazione ferroviaria di Isohara, a Kitaibaraki.

## Testo
| Giapponese | Romanizzazione | Italiano |
| --- | --- | --- |
| 烏 なぜ啼くの 烏は山に 可愛い七つの 子があるからよ 可愛 可愛と 烏は啼くの 可愛 可愛と 啼くんだよ 山の古巣へ 言って見て御覧 丸い眼をした いい子だよ | Karasu naze nakuno Karasu wa yama ni Kawai nanatsu no Ko ga aru kara yo Kawai kawai to Karasu wa nakuno Kawai kawai to Nakundayo Yama no hurusu e Itte mite goran Marui me o shita Iiko da yo | "Mamma corvo, perché piangi così?" "Perché lassù, sulla montagna Io ho sette graziosi piccoli." "Grazioso, Grazioso" Questa mamma corvo piange. "Grazioso, Grazioso" Piange la mamma corvo. "Dovresti vedere il vecchio nido sulla montagna. E là vedresti dei bellissimi piccoli dagli occhi spalancati." |

## Nei media
- Nella serie manga e anime Detective Conan, creata da Gōshō Aoyama, premendo sul cellulare i tasti corrispondenti all'indirizzo e-mail del capo dell'Organizzazione nera, il suono prodotto riprende l'inizio della canzone.[3][4]